# Marco Casas
Marco Casas Fernández (Chepén, La Libertad, 26 de mayo de 1979) es un exfutbolista peruano. Jugaba de centrocampista y su debut profesional fue en Sporting Cristal el año 2000.

## Clubes
| Club                      | País | Año       |
| ------------------------- | ---- | --------- |
| Carlos A. Mannucci        | Perú | 1996      |
| Deportivo UPAO            | Perú | 1997      |
| UTC                       | Perú | 1998      |
| Sporting Cristal          | Perú | 1999-2000 |
| Estudiantes de Medicina   | Perú | 2001      |
| Alianza Atlético          | Perú | 2002-2008 |
| Universidad César Vallejo | Perú | 2009-2011 |
| Unión Comercio            | Perú | 2011-2012 |
| Los Caimanes              | Perú | 2013-2014 |

## Palmarés
| Título           | Club         | País | Año  |
| ---------------- | ------------ | ---- | ---- |
| Segunda División | Los Caimanes | Perú | 2013 |